# Petits chanteurs de Laval
Les Petits chanteurs de Laval sont un chœur de garçons fondé en 1981. Bien que distinct, le groupe collabore régulièrement avec le chœur de filles Les Voix Boréales ainsi que le nouveau chœur mixte fondé en 2012, le Chœur des Jeunes de Laval.

## Description
L'organisation compte plus de 300 choristes répartis en trois chœurs : Les Petits Chanteurs de Laval (PCL), un chœur de plus d’une centaine jeunes garçons de 8 à 18 ans, Les Voix Boréales (VB), un chœur de plus d’une centaine jeunes filles de 9 à 17 ans et le Chœur des Jeunes de Laval, un chœur d'une cinquantaine de membres âgés de 17 à 25 ans, composé exclusivement de choristes gradués des Petits Chanteurs de Laval et des Voix Boréales.
Les choristes participent à deux rencontres par semaine pour 4 heures et demie de répétition où, en plus du chant choral, ils sont initiés à la théorie musicale, à la pose de voix et à la lecture musicale.
À chaque saison, les chœurs donnent plusieurs concerts dans des grandes salles et des églises. Pour compléter ces activités, deux tournées de concerts (internationale et nord-américaine) sont organisées annuellement. Les jeunes participent également à un camp musical d’une semaine au mois d’août.
Finalement, le travail assidu de dizaines de bénévoles très actifs assure le déroulement des nombreuses activités.
L'organisation des Petits Chanteurs de Laval a été fondée le 3 décembre 1981 par Julien Belzil, qui la dirigea jusqu'à sa succession par Gregory Charles, qui la dirigea à son tour jusqu'en 2005. La direction musicale et artistique est assurée depuis juillet 2005 par Philippe Ostiguy, à l'œuvre dans l'organisation depuis plus de 20 ans.